# James Beckford
James Beckford (Saint Mary, 9 gennaio 1975) è un ex lunghista e triplista giamaicano.
Rappresentò la Giamaica a livello olimpionico nel 1996, nel 2000 e nel 2004. Fu il vincitore della medaglia d'argento nel salto in lungo alle Olimpiadi del 1996 e di altri due argenti ai Campionati del mondo di atletica leggera del 1995 e 2003. Fu scelto come Sportivo Giamaicano dell'anno per gli anni 1995, 1996 e 2003. È l'attuale detentore del record nazionale giamaicano sia per il salto in lungo che per il salto triplo.

## Biografia
Beckford fu educato negli Stati Uniti e cominciò la sua carriera atletica lì, specializzandosi nei salti in orizzontale. S'aggiudicò il titolo del salto triplo ai campionati classe AAAA della Florida, rappresentando la William R. Boone High School. Si trasferì in Texas per studiare al Blinn College. Mentre era lì batté il record giamaicano di Derloy Poyser nel salto triplo con un salto di 17,29 m, una misura che fu anche la migliore prestazione outdoor a quel punto dell'anno nell'aprile del 1994. Fu bandito dalle competizioni per tre mesi nel 1997 dopo che risultò positivo per l'efedrina, uno stimolante. Ha gareggiato ai Campionati del mondo in cinque occasioni e ai Campionati del mondo indoor in sei occasioni. Grazie alle sue prestazioni globali, ha vinto medaglie alle Universiadi estive, ai Goodwill Games, al IAAF Grand Prix Final come una medaglia d'argento ai Giochi centramericani e caraibici del 1998.

## Record personali
- Salto in lungo: 8.62 (Orlando, Florida  Stati Uniti, 5 aprile 1997)
- Salto triplo: 17.92 (Odessa, Texas  Stati Uniti, 20 maggio 1995)

## Progressione

### Salto in lungo

#### Outdoor
| Stagione | Risultato | Luogo           | Data       |
| -------- | --------- | --------------- | ---------- |
| 2011     | 7,61      | Bellville       | 11/03/2011 |
| 2010     | 7,93      | La Canea        | 31/05/2010 |
| 2009     | 7,97      | Orlando         | 10/05/2009 |
| 2008     | 8,01      | Rheinau         | 22/06/2008 |
| 2007     | 8,37      | Varsavia        | 17/06/2007 |
| 2006     | 8,25      | Bad Langensalza | 08/07/2006 |
| 2005     | 8,28      | Monaco          | 10/09/2005 |
| 2004     | 8,31      | Atene           | 26/08/2004 |
| 2003     | 8,28      | Parigi          | 29/08/2003 |
| 2002     | 8,21      | Doha            | 15/02/2002 |
| 2001     | 8,41      | Torino          | 09/06/2001 |
| 2000     | 8,42      | Bad Langensalza | 01/07/2000 |
| 1999     | 8,50      | Torino          | 24/06/1999 |
| 1998     | 8,60      | Bad Langensalza | 06/06/1998 |
| 1997     | 8,62      | Orlando         | 05/04/1997 |
| 1996     | 8,52      | Innsbruck       | 29/05/1996 |
| 1995     | 8,45      | Oristano        | 18/09/1995 |
| 1994     | 8,13      | Odessa          | 20/05/1994 |
| 1993     | 7,53      | ...             | ...        |

#### Indoor
| Stagione | Risultato | Luogo      | Data       |
| -------- | --------- | ---------- | ---------- |
| 2009     | 7,68      | Praga      | 26/02/2009 |
| 2008     | 7,91      | Valencia   | 07/03/2008 |
| 2007     | 7,99      | Chemnitz   | 23/02/2007 |
| 2006     | 7,99      | Chemnitz   | 03/03/2006 |
| 2005     | 8,12      | Chemnitz   | 25/02/2005 |
| 2004     | 8,31      | Budapest   | 06/03/2004 |
| 2003     | 8,17      | Erfurt     | 31/01/2003 |
| 2002     | 8,06      | Budapest   | 09/02/2002 |
| 2001     | 7,98      | Pireo      | 21/02/2001 |
| 2000     | 8,06      | Birmingham | 20/02/2000 |
| 1999     | 8,31      | Stoccolma  | 25/02/1999 |
| 1998     | 8,21      | Madrid     | 03/02/1998 |
| 1997     | 8,17      | Parigi     | 08/03/1997 |
| 1996     | 8,40      | Madrid     | 05/04/1997 |

### Salto triplo
| Stagione | Risultato | Luogo  | Data       |
| -------- | --------- | ------ | ---------- |
| 1995     | 17,92     | Odessa | 20/05/1995 |
| 1994     | 17,29     | Tempe  | 02/04/1994 |

## Palmarès
| Anno | Manifestazione  | Sede       | Evento         | Risultato | Prestazione | Note |
| ---- | --------------- | ---------- | -------------- | --------- | ----------- | ---- |
| 1995 | Mondiali        | Göteborg   | Salto in lungo | Argento   | 8,30 m      |      |
| 1995 | Mondiali        | Göteborg   | Salto triplo   | 6º        | 17,13 m     |      |
| 1996 | Giochi olimpici | Atlanta    | Salto in lungo | Argento   | 8,29 m      |      |
| 1997 | Mondiali indoor | Parigi     | Salto in lungo | 5º        | 8,17 m      |      |
| 1997 | Mondiali        | Atene      | Salto in lungo | 4º        | 8,14 m      |      |
| 1997 | Universiadi     | Catania    | Salto in lungo | Argento   | 8,35 m      |      |
| 1998 | Giochi CAC      | Maracaibo  | Salto in lungo | Argento   | 8,16 m      |      |
| 1999 | Mondiali indoor | Maebashi   | Salto in lungo | 5º        | 8,16 m      |      |
| 2000 | Giochi olimpici | Sydney     | Salto in lungo | 14º       | 7,98 m      |      |
| 2001 | Mondiali        | Edmonton   | Salto in lungo | 7º        | 8,08 m      |      |
| 2003 | Mondiali indoor | Birmingham | Salto in lungo | 10º       | 7,74 m      |      |
| 2003 | Mondiali        | Parigi     | Salto in lungo | Argento   | 8,28 m      |      |
| 2004 | Mondiali indoor | Budapest   | Salto in lungo | Argento   | 8,31 m      |      |
| 2004 | Giochi olimpici | Atene      | Salto in lungo | 4º        | 8,31 m      |      |
| 2005 | Mondiali        | Helsinki   | Salto in lungo | 9º        | 8,02 m      |      |
| 2006 | Mondiali indoor | Mosca      | Salto in lungo | 10º       | 7,78 m      |      |
| 2007 | Mondiali        | Osaka      | Salto in lungo | 6º        | 8,17 m      |      |
| 2008 | Mondiali indoor | Valencia   | Salto in lungo | 6º        | 7,85 m      |      |